# آسرکا ایرلاینز
آسرکا ایرلاینز (به انگلیسی: Aserca Airlines) یک شرکت هواپیمایی با کد یاتا R7 است که در ۱۹۶۸ میلادی تأسیس شده‌است. دفتر مرکزی آسرکا ایرلاینز در والنسیا، ونزوئلا واقع شده‌است و قطب این شرکت هواپیمایی در فرودگاه بین‌المللی سیمون بولیوار قرار دارد و به ۱۱ مقصد، پرواز انجام می‌دهد.